# باشگاه فوتبال مانانگ مارسیانگدی
باشگاه مانانگ مارسیانگدی یک باشگاه فوتبال حرفه‌ای نپالی مستقر در کاتماندو است که در لیگ دسته اول نپال رقابت می‌کند. این باشگاه ۸ بار عنوان قهرمانی ملی را کسب کرده است که رکورددار است. از نظر تاریخی، آنها در فوتبال داخلی نپال رقابت شدیدی با باشگاه تری استار و باشگاه پلیس نپال، یک تیم اداری، داشته‌اند. از دیگر رقبای آنها می‌توان به نیو رود تیم اشاره کرد.